# NGC 5934
NGC 5934 (другие обозначения — UGC 9862, MCG 7-32-11, ZWG 222.11, 1ZW 113, PGC 55178) — галактика в созвездии Волопас.
Этот объект входит в число перечисленных в оригинальной редакции «Нового общего каталога».